# Sterk 1
Sterk 1 is een Belgische lokale politieke partij in Aartselaar.

## Geschiedenis
De eenmanspartij van Rafael Rottiers werd opgericht in de aanloop naar de gemeenteraadsverkiezingen van 2024 met als doel om onder meer de oude gemeentemagazijnen te ontwikkelen. Tijdens de kiescampagne kwam hij in aanvaring met Glenn Anné, lijsttrekker van Ieder1 Aartselaar. Deze beschuldigde hij van het overtreden van de verkiezingsregels. Bij de stembusgang overtuigde Sterk 1 echter slechts 0,6% van de kiezers, onvoldoende voor een zetel in de gemeenteraad.